# خفاش سفید
خفاش سفید (نام علمی: Lasiurus cinereus) نام یک گونه از تیره خفاش‌ناهیدی است.